# وظیفه‌خوران
وظیفه‌خوران یکی از روستاهای استان آذربایجان شرقی است که در دهستان قرانقو بخش مرکزی شهرستان هشترود واقع شده‌است.

روستای وظیفه خوران در ۹ کیلومتری هشترود دارای ۱۱۲۵ نفر سکنه، ۲۰۰ خانوار، ۲ مسجد و سه مدرسه می‌باشد که زمانی یکی از بزرگترین روستاهای هشترود بوده و قدمت روستا به قبل از صدر اسلام برمی‌گردد.

همچنین محصول این روستا، غلات و حبوبات می‌باشد.
همچنین این روستا دارای طبیعت بکر و زیبا است که میتواند در فصل بهار ، میزبان گردشگران و علاقه‌مندان به طبیعت باشد.